# Minuartia schischkinii
Minuartia schischkinii là loài thực vật có hoa thuộc họ Cẩm chướng. Loài này được Adylov mô tả khoa học đầu tiên.